# Альбицкий, Владимир Александрович
Влади́мир Алекса́ндрович Альби́цкий (4 [16] июня 1891, Кишинёв — 15 июня 1952) — советский астроном.

## Биография
Родился в Кишинёве в семье священника. Окончил физико-математический факультет Московского университета (1916) и был оставлен при нём для подготовки к профессорскому званию. В 1915—1922 работал в Одесской обсерватории, с 1922 — в Симеизском отделении Пулковской обсерватории (с 1934 — его заведующий). В 1951 году защитил докторскую диссертацию.
Именем Альбицкого названа малая планета (1783) Альбицкий, открытая Г. Н. Неуйминым 24 марта 1935 года в Симеизской обсерватории.
Астероид (1022) Олимпиада, открытый в 1924 году назван в честь матери астронома
Астероид (1028) Лидина назван в честь Лидии Ильиничны Альбицкой, жены астронома.

## Научная деятельность
Основные научные работы посвящены исследованию лучевых скоростей звёзд. Совместно с Г. А. Шайном составил каталог лучевых скоростей около 800 звёзд. Открыл звезду (HD 161817), обладающую одной из наибольших известных лучевых скоростей в Галактике — 360 км/с. Открыл несколько десятков спектрально-двойных звёзд, определил их орбиты. Обнаружил 9 новых малых планет (в том числе Ольберсию, Мусоргскую, Комсомолию,  Витю). В 1927—1929 годах занимался изучением переменных звёзд. Автор ряда глав известного «Курса астрофизики и звёздной астрономии» (1951). Сконструировал спектрограф, установленный в Крымской астрофизической обсерватории на 50-дюймовый рефлектор (1952).